# Список лауреатов и финалистов премии «Русский Букер»
«Ру́сский Бу́кер» (в 1999—2001 — «Букер — Smirnoff», в 2002—2005 — «Букер — Открытая Россия») — литературная премия, присуждавшаяся в 1992—2017 годы за лучший роман на русском языке, опубликованный в журнале или отдельной книгой в премиальный год.

## 1992
Финалисты:
- Марк Харитонов, «Линия Судьбы, или Сундучок Милашевича».
- Фридрих Горенштейн, «Место».
- Александр Иванченко, «Монограмма».
- Владимир Маканин, «Лаз».
- Людмила Петрушевская, «Время ночь».
- Владимир Сорокин, «Сердца четырёх»

Жюри:
- Алла Латынина — председатель.
- Джон Бейли.
- Андрей Битов.
- Эллендея Проффер.
- Андрей Синявский.

## 1993
Финалисты:
- Владимир Маканин, «Стол, покрытый сукном и с графином в середине».
- Виктор Астафьев, «Прокляты и убиты».
- Олег Ермаков, «Знак зверя».
- Семён Липкин, «Записки жильца».
- Людмила Улицкая, «Сонечка».

Жюри:
- Вячеслав Иванов — председатель.
- Александр Генис.
- Булат Окуджава.
- Маша Слоним.
- Джеффри Хоскинг.

## 1994
Финалисты:
- Булат Окуджава, «Упраздненный театр».
- Пётр Алешковский, «Жизнеописание Хорька».
- Юрий Буйда, «Дон Домино».
- Игорь Долиняк, «Мир третий».
- Михаил Левитин, «Сплошное неприличие».
- Алексей Слаповский, «Первое второе пришествие».

Жюри:
- Лев Аннинский — председатель.
- Владимир Войнович.
- Мартин Дьюхерст.
- Марина Ледковская.
- Наталья Перова.

## 1995
Финалисты:
- Георгий Владимов, «Генерал и его армия».
- Олег Павлов, «Казенная сказка».
- Евгений Фёдоров, «Одиссея Жени Васяева».

Жюри:
- Станислав Рассадин — председатель.
- Наталья Горбаневская.
- Анджей Дравич.
- Фазиль Искандер.
- Александр Чудаков.

## 1996
Финалисты:
- Андрей Сергеев, «Альбом для марок».
- Петр Алешковский, «Владимир Чигринцев».
- Виктор Астафьев, «Так хочется жить».
- Андрей Дмитриев, «Поворот реки».
- Дмитрий Добродеев, «Возвращение в Союз».
- Нина Горланова и Вячеслав Букур, «Роман воспитания».

Жюри:
- Ирина Прохорова — председатель.
- Александр Архангельский.
- Евгений Попов.
- Вадим Скуратовский.
- Витторио Страда.

## 1997
Финалисты:
- Анатолий Азольский, «Клетка».
- Дмитрий Липскеров, «Сорок лет Чанджоэ».
- Юрий Малецкий, «Любью».
- Ольга Славникова, «Стрекоза, увеличенная до размеров собаки».
- Людмила Улицкая, «Медея и ее дети».
- Антон Уткин, «Хоровод».

Жюри:
- Игорь Шайтанов — председатель.
- Алла Демидова.
- Борис Екимов.
- Владимир Новиков.
- Вольф Шмид.

## 1998
Финалисты:
- Александр Морозов, «Чужие письма».
- Ирина Полянская, «Прохождение тени».
- Михаил Пророков, «Бга».
- Алексей Слаповский, «Анкета».
- Александра Чистякова, «Не много ли для одной».

Жюри:
- Андрей Зорин — председатель.
- Борис Дубин.
- Катарина Кларк.
- Михаил Кураев.
- Евгений Сидоров.

## 1999
Финалисты:
- Михаил Бутов, «Свобода».
- Юрий Буйда, «Прусская невеста».
- Александра Васильева, «Моя Марусечка».
- Леонид Гиршович, «Прайс».
- Владимир Маканин, «Андеграунд, или Герой нашего времени».
- Виктория Платова, «Берег».

Жюри:
- Константин Азадовский — председатель.
- Ольга Славникова.
- Ольга Седакова.
- Сергей Юрский.
- Пекка Песонен[фин.].

## 2000
Финалисты:
- Михаил Шишкин, «Взятие Измаила».
- Валерий Залотуха, «Последний коммунист».
- Николай Кононов, «Похороны кузнечика».
- Марина Палей, «Ланч».
- Алексей Слаповский, «День денег».
- Светлана Шенбрун, «Розы и хризантемы».

Жюри:
- Олег Чухонцев — председатель.
- Геннадий Комаров.
- Андрей Немзер.
- Валерий Тодоровский.
- Галина Щербакова.

## 2001
Финалисты:
- Людмила Улицкая, «Казус Кукоцкого».
- Анатолий Найман, «Сэр».
- Сергей Носов, «Хозяйка истории».
- Татьяна Толстая, «Кысь».
- Алан Черчесов, «Венок на могилу ветра».
- Александр Чудаков, «Ложится мгла на старые ступени…»

В связи с десятилетием существования «Русского Букера» рейтинговым голосованием всех председателей жюри предшествовавших лет был определён «Букер десятилетия»:
- Георгий Владимов, «Генерал и его армия».

Жюри:
- Юрий Давыдов — председатель.
- Дмитрий Бертман.
- Наталья Иванова.
- Вадим Назаров.
- Александр Шаталов.

## 2002
Финалисты:
- Олег Павлов, «Карагандинские девятины, или Повесть последних дней».
- Дмитрий Бортников, «Синдром Фрица».
- Сергей Гандлевский, <НРЗБ>.
- Александр Мелихов, «Любовь к отеческим гробам».
- Вадим Месяц, «Лечение электричеством. Роман из 84 фрагментов Востока и 74 фрагментов Запада».
- Владимир Сорокин, «Лёд».

Жюри:
- Владимир Маканин — председатель.
- Татьяна Бек.
- Андрей Волос.
- Александр Городницкий.
- Валентин Лукьянин.

## 2003
Финалисты:
- Рубен Давид Гонсалес Гальего, «Белое на чёрном».
- Наталья Галкина, «Вилла Рено».
- Леонид Зорин, «Юпитер».
- Афанасий Мамедов, «Фрау Шрам».
- Елена Чижова, «Лавра».
- Леонид Юзефович, «Казароза».

Жюри:
- Яков Гордин — председатель.
- Николай Александров.
- Максим Амелин.
- Николай Петров.
- Ирина Роднянская.

## 2004
Финалисты:
- Василий Аксёнов, «Вольтерьянцы и вольтерьянки».
- Олег Зайончковский, «Сергеев и городок».
- Анатолий Курчаткин, «Солнце сияло».
- Марта Петрова, «Валторна Шилклопера».
- Людмила Петрушевская, «Номер один, или В садах других возможностей».
- Алексей Слаповский, «Качество жизни».

Жюри:
- Владимир Войнович — председатель.
- Гарри Бардин.
- Леонид Быков.
- Андрей Дмитриев.
- Никита Елисеев.

## 2005
Финалисты:
- Денис Гуцко, «Без пути-следа».
- Борис Евсеев, «Романчик».
- Олег Ермаков, «Холст».
- Анатолий Найман, «Каблуков».
- Роман Солнцев, «Золотое дно».
- Роман Солнцев, «Минус Лавриков».
- Елена Чижова, «Преступница».

Жюри:
- Василий Аксёнов — председатель.
- Евгений Ермолин.
- Николай Кононов.
- Алла Марченко.
- Владимир Спиваков.

## 2006
Длинный список.
Финалисты:
- Ольга Славникова, «2017».
- Захар Прилепин, «Санькя».
- Дина Рубина, «На солнечной стороне улицы».
- Денис Соболев, «Иерусалим».
- Алан Черчесов, «Вилла Бель-Летра».
- Пётр Алешковский, «Рыба».

Жюри:
- Александр Кабаков — прозаик (председатель)
- Дмитрий Бак — критик
- Тимур Кибиров — поэт и радиожурналист
- Роман Солнцев (Красноярск) — прозаик
- Светлана Сорокина — теле- и радиоведущая

## 2007
Длинный список.
Финалисты:
- Александр Иличевский, «Матисс».
- Андрей Дмитриев, «Бухта Радости».
- Юрий Малецкий, «Конец иглы».
- Игорь Сахновский, «Человек, который знал всё».
- Алекс Тарн, «Бог не играет в кости».
- Людмила Улицкая, «Даниэль Штайн, переводчик».

Жюри:
- Асар Эппель — прозаик (председатель)
- Олег Зайончковский — прозаик
- Самуил Лурье (Санкт-Петербург) — критик и эссеист
- Олеся Николаева — поэт и прозаик
- Генриетта Яновская — театральный режиссер

## 2008
Длинный список.
Финалисты:
- Илья Бояшов, «Армада».
- Михаил Елизаров, «Библиотекарь»[8].
- Елена Некрасова, «Щукинск и города».
- Герман Садулаев, «Таблетка».
- Владимир Шаров, «Будьте как дети».
- Галина Щекина, «Графоманка».

Жюри:
- Евгений Сидоров — критик (председатель)
- Сергей Боровиков (Саратов) — критик
- Марина Вишневецкая — прозаик
- Евгения Симонова — актриса театра и кино
- Леонид Юзефович — прозаик

## 2009
Длинный список.
Финалисты:
- Елена Чижова, «Время женщин».
- Елена Катишонок, «Жили-были старик со старухой».
- Роман Сенчин, «Елтышевы».
- Александр Терехов, «Каменный мост».
- Борис Хазанов, «Вчерашняя вечность».
- Леонид Юзефович, «Журавли и карлики».

Жюри:
- Сергей Гандлевский — поэт, прозаик и эссеист (председатель)
- Павел Басинский — прозаик, критик
- Алексей Варламов — прозаик, историк литературы
- Майя Кучерская — прозаик, критик
- Владимир Рецептер (Санкт-Петербург) — литератор и актёр

## 2010
Длинный список.
Финалисты:
- Олег Зайончковский, «Счастье возможно».
- Андрей Иванов, «Путешествие Ханумана на Лолланд».
- Елена Колядина, «Цветочный крест».
- Мариам Петросян, «Дом, в котором…»
- Герман Садулаев, «Шалинский рейд».
- Маргарита Хемлин, «Клоцвог».

Жюри:
- Руслан Киреев — прозаик (председатель)
- Марина Абашева (Пермь) — критик
- Мария Ремизова — критик
- Валерий Попов — прозаик
- Вадим Абдрашитов — режиссёр и сценарист

## 2011
Финалисты (романы на русском языке, опубликованные в 2001—2010 годах):
- Олег Павлов, «Карагандинские девятины, или Повесть последних дней» (лауреат 2002 года).
- Захар Прилепин, «Санькя» (финалист 2006 года).
- Роман Сенчин, «Елтышевы» (финалист 2009 года).
- Людмила Улицкая, «Даниэль Штайн, переводчик» (финалист 2007 года).
- Александр Чудаков, «Ложится мгла на старые ступени…» (финалист 2001 года).

Участвовать в выборе лауреата конкурса «Букер Десятилетия» были приглашены все ныне живущие члены Букеровских жюри 2001—2010 годов — 45 человек

## 2012
Финалисты:
- Марина Ахмедова, «Дневник смертницы. Хадижа».
- Андрей Дмитриев, «Крестьянин и тинейджер»[19].
- Евгений Попов, «Арбайт, или Широкое полотно».
- Ольга Славникова, «Лёгкая голова».
- Марина Степнова, «Женщины Лазаря»[20].
- Александр Терехов, «Немцы».

Жюри:
- Самуил Лурье — критик и эссеист (председатель)
- Мария Веденяпина — генеральный директор Фонда «Пушкинская библиотека»
- Владимир Салимон — поэт
- Павел Санаев — прозаик, режиссер, сценарист
- Роман Сенчин — прозаик и критик

## 2013
Финалисты:
- Евгений Водолазкин, «Лавр».
- Андрей Волос, «Возвращение в Панджруд».
- Денис Гуцко, «Бета-самец».
- Андрей Иванов, «Харбинские мотыльки».
- Маргарита Хемлин, «Дознаватель».
- Владимир Шапко, «У подножия необъятного мира».

Жюри:
- Андрей Дмитриев — прозаик (председатель)
- Владимир Кантор — прозаик, философ
- Елена Погорелая — критик, поэт, ответственный секретарь журнала «Вопросы литературы»
- Сергей Беляков — критик, зам. главного редактора журнала «Урал»
- Евгений Маргулис — рок-музыкант

## 2014
Финалисты:
- Анатолий Вишневский, «Жизнеописание Петра Степановича».
- Наталья Громова, «Ключ. Последняя Москва».
- Захар Прилепин, «Обитель».
- Виктор Ремизов, «Воля вольная».
- Елена Скульская, «Мраморный лебедь».
- Владимир Шаров, «Возвращение в Египет».

жюри:
- Андрей Арьев — прозаик, критик (председатель)
- Евгений Абдуллаев — поэт, прозаик, критик
- Денис Драгунский — прозаик, журналист
- Анатолий Курчаткин — прозаик
- Александр Рукавишников — скульптор

## 2015
Финалисты:
- Алиса Ганиева, «Жених и невеста».
- Владимир Данихнов, «Колыбельная».
- Юрий Покровский, «Среди людей».
- Роман Сенчин, «Зона затопления».
- Александр Снегирёв, «Вера».
- Гузель Яхина, «Зулейха открывает глаза».

жюри
- Андрей Волос — прозаик (председатель)
- Денис Гуцко — прозаик, публицист
- Максим Кронгауз — филолог, лингвист
- Алексей Машевский — поэт, литературовед
- Валерия Пустовая — критик

## 2016
Финалисты:
- Пётр Алешковский, «Крепость».
- Сухбат Афлатуни, «Поклонение волхвов».
- Сергей Лебедев, «Люди августа».
- Александр Мелихов, «И нет им воздаяния».
- Борис Минаев, «Мягкая ткань: Батист. Сукно».
- Леонид Юзефович, «Зимняя дорога».

Жюри:
- Олеся Николаева — председатель.
- Алиса Ганиева
- Владимир Козлов
- Светлана Тарасова
- Давид Фельдман.

## 2017
Финалисты:
- Михаил Гиголашвили, «Тайный год».
- Игорь Малышев, «Номах. Искры большого пожара».
- Владимир Медведев, «Заххок».
- Александр Мелихов, «Свидание с Квазимодо».
- Александра Николаенко, «Убить Бобрыкина. История одного убийства».
- Дмитрий Новиков, «Голомяное пламя».

Жюри:
- Пётр Алешковский — председатель.
- Алексей Пурин, поэт, критик;
- Артём Скворцов, литературовед, критик;
- Александр Снегирёв, прозаик;
- Марина Осипова, директор областной библиотеки (Пенза).